# Stuck in Love
Stuck in Love è un film del 2012 diretto da Josh Boone.
Film romantico-drammatico statunitense, la cui storia si concentra sulle relazioni di Bill, scrittore di successo, con la sua ex-moglie Erica, la figlia universitaria Samantha e il figlio teenager Rusty.

## Trama
Lo scrittore Bill Borgens sta lottando dopo che sua moglie Erica lo ha lasciato per un uomo più giovane tre anni prima. Invece di lavorare su un nuovo libro, è ossessionato dalla sua ex, spia lei e il suo nuovo marito mentre finge di andare a jogging, e insiste che il loro figlio sedicenne, Rusty, prepari un posto al tavolo del Ringraziamento per Erica, anche se lei non viene mai. 
Questo Ringraziamento, la loro figlia diciannovenne Sam torna a casa dal college con una notizia epocale: il suo primo romanzo è stato scelto per la pubblicazione. Bill è entusiasta, avendo incitato i figli a diventare scrittori sin dalla loro nascita, e infastidito, perché l'ha scritto senza dirgli nulla. Quando le suggerisce di dirlo a Erica, lei esita, rifiutandosi di avere a che fare con una donna che crede abbia tradito suo padre.
Profondamente ferita dall'abbandono della madre, Sam crea una barriera fra lei e l'amore: ha solo storie di una notte, per evitare di essere ferita. Quando il suo compagno di classe Lou cerca di avere un rapporto con lei, Sam lo ridicolizza; quando poi Lou smette di venire al seminario sulla scrittura, Sam lo trova e lo segue fino a casa sua, dove la madre sta morendo. Nemmeno la cinica Sam riesce a resistere alla galanteria di Lou di fronte alla tragedia.
Rusty è il tipo di ragazzo che la sorella disprezza, un romanticone che sogna di trovare la ragazza ideale. Ottiene la sua chance quando Kate, la cotta segreta a cui ha dedicato una poesia, ha un litigio con il suo ragazzo violento durante una festa. Rusty ospita per la notte Kate, le medica le ferite e, arrivati in camera,si baciano. Anche se Kate è tossicodipendente, Rusty è così accecato dall'amore che non riesce a vedere i problemi che turbano la ragazza.
Quando Erica partecipa ad un evento per il lancio del libro di Sam, rimane devastata dal rifiuto della figlia. Mentre la famiglia Borgens riapre vecchie ferite e ne infligge delle nuove, Kate è fuori controllo. Quando Sam dà a Kate dello champagne - pur sapendo che è minorenne, ma inconsapevole della sua dipendenza - Kate si ubriaca sempre di più e viene presa da un ragazzo. I Borgens la cercano in lungo e in largo, Erica e Bill la trovano a casa, nascosta e addormentata da quel ragazzo. Kate viene caricata in macchina e Rusty, sollevando la coperta con cui è avvolta, nota che è stata violentata. Piange per lei. Affranto, Rusty comincia a bere e torna quasi ogni notte ubriaco. Un giorno, incontra l'ex-ragazzo di Kate in un negozio: rimane ferito per quello scontro. Kate gli scrive una lettera, dicendogli che è dispiaciuta e che è in riabilitazione e che, forse, un giorno sarà degna di stare con uno come lui. Rusty comincia a scrivere e scopre che lo aiuta a sentirsi meglio. Più tardi riceve una telefonata da Stephen King, autore che ammira molto. Il suo racconto è stato pubblicato su una rivista.
Bill rivela a Sam che quando era una bambina aveva lasciato Erica, e lei lo aveva aspettato per sei mesi. Quando tornò, lei lo accettò e promise che se mai lei lo avesse lasciato le avrebbe dato una seconda possibilità. La madre di Lou muore, e Sam si rende conto quanto la madre sia importante: alla fine si riappacifica con Erica.
Erica si presenta al Ringraziamento, dove anche Lou è presente.

## Personaggi
- Greg Kinnear come Bill Borgens, famoso scrittore.
- Jennifer Connelly come Erica, ex-moglie di Bill.
- Lily Collins come Samantha (Sam), figlia di Bill ed Erica di 19 anni.
- Logan Lerman come Louis (Lou), compagno di classe di Sam.
- Nat Wolff come Rusty, figlio di Bill ed Erica di 16 anni.
- Liana Liberato come Kate, la ragazza di cui è innamorato Rusty con una vita problematica.
- Stephen King come se stesso.
- Kristen Bell come Tricia.

## Produzione
Le riprese di Stuck in Love cominciarono in Wilmington (Carolina del Nord) nel marzo del 2012, principalmente nell'area di Wrightsville Beach. Le riprese furono poi spostate al 6 aprile 2012.
Il 6 marzo 2012 fu annunciato che Lily Collins, Logan Lerman, Liana Liberato, Nat Wolff e Kristen Bell si erano uniti al cast e che Stephen King avrebbe avuto un piccolo cameo, come gli attori Rusty Joiner e Patrick Schwarzenegger. Nel novembre 2012 fu cambiato il nome del film da Writers a Stuck in Love. In Australia e in Nuova Zelanda il film è stato pubblicato con il titolo A Place For Me e distribuito da Becker Film Group.

## Colonna sonora
Varèse Sarabande ha distribuito Stuck in Love - Original Motion Picture Soundtrack digitalmente il 21 maggio 2013, mentre la commercializzazione della versione su CD e vinile risale all'11 giugno 2013. La colonna sonora è stata presa dalla colonna sonora originale di Mike Mogis e Nathaniel Walcott (da Bright Eyes) con l'aggiunta di nuove canzoni.
Questa è la tracklist completa: 
1. Home • Edward Sharpe and the Magnetic Zeros
2. At Your Door • Nathaniel Walcott and Mike Mogis featuring Big Harp
3. You Are Your Mother's Child • Conor Oberst
4. American Man • Rio Bravo
5. Polkadot • Like Pioneers
6. Will You Be by Me • Wallpaper Airplanes
7. I Won't Love You Any Less • Nat & Alex Wolff
8. Between the Bars • Elliott Smith
9. The Calendar Hung Itself... • Bright Eyes
10. A Mountain, a Peak • Bill Ricchini
11. Somersaults in Spring • Friends of Gemini